# San Jacinto (Kalifornia)
San Jacinto város az USA Kalifornia államában, Riverside megyében. Lakosainak száma 53 898 fő (2020. április 1.).

## Népesség
A település népességének változása:

| 2010 | 44 199 |
| 2020 | 53 898 |